# Південнобалтійські побережжя

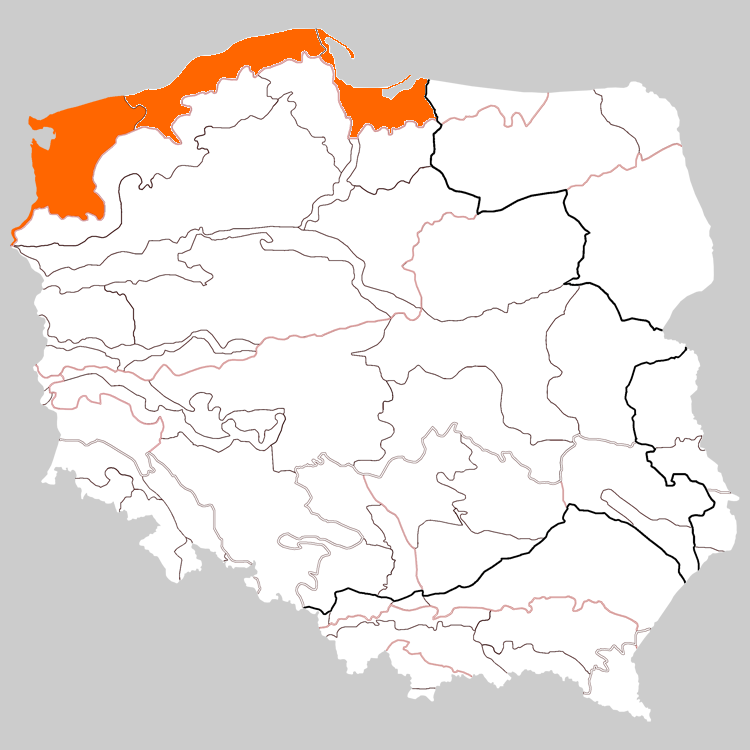
Південнобалтійські побережжя на фізико-географічній карті Польщі.

Південнобалті́йські побере́жжя (пол. Pobrzeża Południowobałtyckie,нім. Südliche Ostseeküste) (313) — пояс завширшки від декількох до десятків кілометрів, що тягнеться вздовж південного узбережжя Балтійського моря - від Кільської бухти до Віслинської затоки. Прибережні ландшафти цього поясу поділяються на: дюнні, дельтові, озерно-болотні та височинні (приморські скелі). Крім прибережних ландшафтів, регіон також включає моренні рівнини, порізані мережею післяльодовикових долин (урстромталів (англ.).), розташовані нижче 100 м над рівнем моря, з кількома пагорбами та підвищеннями до 198,5 м (гора Срібна).
Близькість моря істотно впливає на клімат цього регіону — для нього характерна м'яка зима і не дуже жарке літо. Середньорічна кількість опадів перевищує 600 мм. У рослинних угрупованнях цієї території зустрічаються атлантичні види. 
Південне узбережжя Балтійського моря - дуже привабливий регіон як природничо, так і туристично. У межах цього регіону створено два приморських національних парки, п'ять ландшафтних парків і кілька десятків заповідників.
Фізико-географічна підпровінція Південнобалтійських побереж займає 19 000 квадратних метрів у межах Польщі. Воно поділене на три макрорегіони: Щецинське побережжя, Кошалінське побережжя та Ґданське побережжя.
Щецинське побережжя охоплює територію навколо Щецинської затоки, гирла Одри та берегів Поморської бухти. У Польщі воно займає приблизно 8 тис. км². У його межах одинадцять мезорегіонів: Узнам і Волін, Тшебятовське побережжя, Вкшанська рівнина, яку також називають Поліцькою рівниною, Долина Нижньої Одри, Голенівська рівнина, Щецинська височина, Букові пагорби, Велтинська рівнина, Пижицько-Старгардська рівнина, Новогардська рівнина і Ґрифицька рівнина.
Кошалінське побережжя межує із заходу з Тшебятовським побережжям і Ґрифіцькою рівниною, а зі сходу з Сважевською кемпою та Пуцькою кемпою. Воно займає площу приблизно 6,5 тисяч квадратних метрів і поділяється на шість мезорегіонів: Словінське узбережжя, Бялогардську рівнину, Слупську рівнину, Дамницьку височину, Жарновецьку височину та післяльодовикову долину Леби-Реди.
Ґданське побережжя огинає Ґданську бухту на південь від лінії, що з’єднує мис Розеве на заході з Самбійським півостровом на сході. Характерною особливістю цього регіону є наявність окремих височинних ділянок висотою в кілька десятків метрів, розділених долинними формами (так званими «кемпами»), а також косою і великою дельтою Вісли. Завдяки своєму розташуванню клімат регіону дещо більш континентальний, взимку холодніше, ніж в інших макрорегіонах Південного побережжя Балтійського моря. Ґданське побережжя охоплює приблизно 4,5 тис км² і поділяється на сім мезорегіонів: Кашубське побережжя, Гельську косу, Віслинську косу, Віслинські Жулави, Ельблонгську височину, Вармінську рівнину та Старо-Пруське побережжя.